# Resolutie 1471 Veiligheidsraad Verenigde Naties
Resolutie 1471 van de Veiligheidsraad van de Verenigde Naties werd op 28 maart 2003 unaniem aangenomen door de VN-Veiligheidsraad, en verlengde de VN-hulpmissie in Afghanistan met een jaar.

## Achtergrond
In 1979 werd Afghanistan bezet door de Sovjet-Unie, die vervolgens werd bestreden door Afghaanse krijgsheren. Toen de Sovjets zich in 1988 terugtrokken raakten ze echter slaags met elkaar. In het begin van de jaren 1990 kwamen ook de Taliban op. In september 1996 namen die de hoofdstad Kabul in. Tegen het einde van het decennium hadden ze het grootste deel van het land onder controle en riepen ze een streng islamitische staat uit.
In 2001 verklaarden de Verenigde Staten met bondgenoten hun de oorlog en moesten ze zich terugtrekken, waarna een interim-regering werd opgericht.

## Inhoud
De Veiligheidsraad erkende tot de verkiezingen in juni 2004 het Overgangsbestuur als de enige legitieme Afghaanse regering. De Raad herhaalde ook zijn steun aan het akkoord van 5 december 2002 over de nieuwe oprichting van de permanente overheidsinstellingen.
Het mandaat van de UNAMA-bijstandsmissie in Afghanistan werd met twaalf maanden verlengd. Ook werd het voorstel van secretaris-generaal Kofi Annan om binnen de missie een verkiezingseenheid op te richten onderschreven.
Voorts werd nog eens benadrukt dat steun aan de heropbouw moest worden geleverd aan lokale autoriteiten die de veiligheid behielden, de mensenrechten respecteerden en de drugshandel bestreden.

## Verwante resoluties
- Resolutie 1444 Veiligheidsraad Verenigde Naties (2002)
- Resolutie 1453 Veiligheidsraad Verenigde Naties (2002)
- Resolutie 1510 Veiligheidsraad Verenigde Naties
- Resolutie 1536 Veiligheidsraad Verenigde Naties (2004)

Lijst ·  1455 ·  1456 ·  1457 ·  1458 ·  1459 ·  1460 ·  1461 ·  1462 ·  1463 ·  1464 ·  1465 ·  1466 ·  1467 ·  1468 ·  1469 ·  1470 ·  1471 ·  1472 ·  1473 ·  1474 ·  1475 ·  1476 ·  1477 ·  1478 ·  1479 ·  1480 ·  1481 ·  1482 ·  1483 ·  1484 ·  1485 ·  1486 ·  1487 ·  1488 ·  1489 ·  1490 ·  1491 ·  1492 ·  1493 ·  1494 ·  1495 ·  1496 ·  1497 ·  1498 ·  1499 ·  1500 ·  1501 ·  1502 ·  1503 ·  1504 ·  1505 ·  1506 ·  1507 ·  1508 ·  1509 ·  1510 ·  1511 ·  1512 ·  1513 ·  1514 ·  1515 ·  1516 ·  1517 ·  1518 ·  1519 ·  1520 ·  1521